# Noravan, Armavir
Noravan là một đô thị thuộc tỉnh Armavir, Armenia. Dân số ước tính năm 2011 là 1316 người.